# Minoru Kobata
Minoru Kobata (født 24. november 1946) er en japansk fodboldspiller.

## Japans fodboldlandshold
| Japans landshold | Japans landshold | Japans landshold |
| År               | Kmp              | Mål              |
| ---------------- | ---------------- | ---------------- |
| 1970             | 11               | 0                |
| 1971             | 0                | 0                |
| 1972             | 0                | 0                |
| 1973             | 2                | 0                |
| Total            | 13               | 0                |